# Gospel FM
Gospel FM é uma rede de rádio comercial brasileira concessionada em Jundiaí e sediada em de São Paulo. A emissora pertence à Igreja Renascer em Cristo, que também mantêm a Rede Gospel, tendo boa parte de sua programação dedicada à música gospel e transmissão de cultos. Considerada a primeira rede de rádio com programação cristã, surgiu em 1998 com o arrendamento das emissoras que formavam a Manchete FM, que virou Manchete Gospel FM.

## História
Em 16 de fevereiro de 1998, entrava no ar a Manchete Gospel FM, resultado de um arrendamento das emissoras que formavam a Manchete FM, que estava atravessando por uma crise junto com as demais empresas do Grupo Bloch. Os funcionários que atuavam na emissora dos Bloch foram demitidos e as estações passaram a repetir integralmente uma programação musical gospel, com espaço para programas de entretenimento da mesma linha. Apesar do acordo, o Grupo Bloch negociou a venda das emissoras, enquanto que a Renascer fez novas aquisições em Brasília e Rio de Janeiro.
Em setembro de 1999, foi confirmada a venda das emissoras ao empresário Orestes Quércia. Com a venda, as emissoras passaram a ser substituídas gradativamente a partir de 1.º de novembro de 2000, quando o projeto NovaBrasil FM estreia no Rio de Janeiro, antiga geradora da Rede Manchete FM. No final de 2002, a Renascer deixa a frequência de São Paulo e estreia numa frequência própria, a 88.5 MHz (posteriomente 90.1 MHz). A partir da mudança, a rede assume o nome Gospel FM.
Em 19 de maio de 2023, a Gospel FM  anunciou a abertura de seus novos estúdios na Torre Deus É Fiel, localizada na Avenida Paulista, em São Paulo. A estreia dessas instalações ocorreu em 24 de maio às 11h30.

## Emissoras

### Geradora
| Cidade    | UF | Nome da rádio       | Sintonia | Prefixo | RDS |
| --------- | -- | ------------------- | -------- | ------- | --- |
| São Paulo | SP | Gospel FM São Paulo | 90.1 MHz | ZYM 702 | Sim |

### Filiais
| Cidade   | UF | Nome da rádio      | Sintonia  | Prefixo |
| -------- | -- | ------------------ | --------- | ------- |
| Campinas | SP | Gospel FM Campinas | 96.3 MHz  | ZYM 937 |
| Goiânia  | GO | Gospel FM Goiânia  | 101.1 MHz | —       |

### Afiliadas
| Cidade                | UF | Nome da rádio                   | Sintonia  | Prefixo |
| --------------------- | -- | ------------------------------- | --------- | ------- |
| Agudos                | SP | Gospel FM Agudos e região       | 100.3 MHz | —       |
| São José do Rio Preto | SP | Gospel FM São José do Rio Preto | 103.9 MHz | —       |
| Itapetininga          | SP | Gospel FM Itapetininga          | 101.5 MHz | ZYD 850 |
| Rio de Janeiro        | RJ | Gospel FM Rio de Janeiro        | 107.9 MHz | ZYD 487 |
| Belo Horizonte        | MG | Gospel FM Minas                 | 107.7 MHz | —       |
| Caldas                | MG | Gospel FM Caldas                | 101.7 MHz | ZYC 773 |
| Recife                | PE | Rádio Cidadania Cristã FM       | 106.3 MHz | —       |

### Antigas afiliadas
| Cidade         | UF | Nome da rádio                     | Sintonia  | Atualmente                                                           | Período de atuação |
| -------------- | -- | --------------------------------- | --------- | -------------------------------------------------------------------- | ------------------ |
| Cataguases     | PE | Gospel FM Recife                  | 106.9 MHz | Hoje Melodia FM Cataguases.                                          | ???? - 2019        |
| Recife         | PE | Gospel FM Recife                  | 91.3 MHz  | Hoje Nova Canaã FM.                                                  | ???? - 2015        |
| Brasília       | DF | Gospel FM Brasília                | 92.9 MHz  | Hoje Boas Novas FM, afiliada à Rádio Deus é Amor                     | 2001 - 2002        |
| Brasília       | DF | Manchete Gospel FM Brasília       | 97.5 MHz  | Hoje NovaBrasil FM Brasília, emissora própria da NovaBrasil FM       | 1998 - 2002        |
| Salvador       | BA | Manchete Gospel FM Salvador       | 104.7 MHz | Hoje NovaBrasil FM Salvador, emissora própria da NovaBrasil FM       | 1998 - 2002        |
| Rio de Janeiro | RJ | Manchete Gospel FM Rio de Janeiro | 89.3 MHz  | Hoje NovaBrasil FM Rio de Janeiro, emissora própria da NovaBrasil FM | 1998 - 2002        |
| Recife         | PE | Manchete Gospel FM Recife         | 94.3 MHz  | Hoje NovaBrasil FM Recife, emissora própria da NovaBrasil FM         | 1998 - 2002        |
| Gurinhatã      | MG | Gospel FM Gurinhatã               | 103.9 MHz | Hoje Rádio Deus é Amor.                                              | ???? - ????        |
| Foz do Iguaçu  | PR | Gospel FM Foz do Iguaçu           | 93.7 MHz  | Hoje Clube FM Foz do Iguaçu.                                         | ???? - ????        |